# Треш (альбом)
«Треш» — второй студийный альбом группы «Глеб Самойлоff & The Matrixx»; выпущен 26 сентября 2011 года.

## Об альбоме
Треш — это нечто, выходящее за пределы добра и зла. Нечто совершенно неописуемое. Не мусор в чистом виде, а что-то… страшное, близкое к запредельному ужасу— Глеб Самойлов для Open.Space.ru, 5 октября 2011 года

Если говорить о текстах, для меня он (альбом) получился ещё более откровенным и личным. Музыкально он больше гитарный, чем электронный, довольно тяжелый. И я бы снова назвал наш стиль «нео-пост-готикой» — это подходит и к первому альбому, и ко второму.— Глеб Самойлов для Вести.Ru, 3 октября 2011 года 
Работа над диском продолжалась с января до августа 2011 года. В альбоме 16 композиций. 3вучание группы изменилось в более «гитарную»  сторону, клавишных стало заметно меньше.
Альбом вышел в обычном, лимитированном и фан-издании. В лимитированное издание входил DVD с записью концерта группы в клубе «Зал Ожидания» с программой «Прекрасное жестоко» 15 мая 2011 года. Фан-издание дополнительно к лимитированному содержало номер журнала «RockOracle — The Dark Culture Magazine» с интервью Глеба Самойлова и автографами всех участников группы, значок, открытку с фотографией группы и открытку, прилагавшуюся к лимитированному изданию альбома «Прекрасное Жестоко» в качестве бонуса.
В оформлении диска использованы работы Алексея Беляев-Гинтовта. Слово «Треш» написано через букву «е» для усиления эстетического эффекта обложки.
На три песни альбома были сняты видеоклипы: «Делайте бомбы», «Космос» и «Мы под огнём» активно ротировались на музыкальных телеканалах.
28 сентября 2011 г. состоялась пресс-конференция по поводу выхода «Треша», презентация альбома прошла в московском клубе «P!PL» 1 октября.
Альбом был выложен для бесплатного скачивания на официальном сайте группы.
25 ноября 2021 года группа отметила  десятилетие альбома «Треш» в московском клубе «Известия HALL». На юбилейный концерт был приглашен Константин Бекрев, и впервые за всю историю альбома «Треш» был исполнен целиком. Не прозвучала только композиция «Делайте бомбы», так как соавтор песни Алексей Никонов не смог принять участие в концерте.

— Альбом прошёл, десять лет прошло, но за это время ничего не изменилось!— Глеб Самойлов, 25 ноября 2021 года 

### Дуэт с Алексеем Никоновым
— Вас может подвести под уголовную статью песня «Делайте бомбы, а не секс».

— В песне я не призываю, а, напротив, сожалею об этой тенденции. Кончилась эпоха цветов. «Миру мир» — в прошлом. Теперь всё решают бомбы — бомбы государств-агрессоров, бомбы террористов.— Глеб Самойлов для еженедельника «Аргументы Недели», 19 июля 2012 года 
Совместный проект с Алексеем Никоновым планировался несколько лет, «Как созрел — так созрел». Весь процесс работы над песней занял около пяти часов, был снят на видео и стал основой клипа . На концертах песня звучала всего три раза, по отдельности ни Глеб, ни Алексей Никонов её не исполняют.

## Список композиций на CD
| Трек | Название                             | Длительность |
| ---- | ------------------------------------ | ------------ |
| 1    | Рай                                  | 2:01         |
| 2    | Космос                               | 2:31         |
| 3    | 13                                   | 2:24         |
| 4    | Я сам                                | 3:24         |
| 5    | Опасность                            | 3:28         |
| 6    | Задыхающийся                         | 4:34         |
| 7    | Космобомбы                           | 3:13         |
| 8    | Треш                                 | 2:38         |
| 9    | Планета полицаев                     | 2:21         |
| 10   | Ничего                               | 3:20         |
| 11   | Нуар                                 | 3:41         |
| 12   | Спасибо                              | 2:51         |
| 13   | Детство моё                          | 3:02         |
| 14   | С чекою в зубах                      | 3:39         |
| 15   | Мы под огнём                         | 4:16         |
| 16   | Делайте бомбы (С Алексеем Никоновым) | 2:58         |

## Список композиций на DVD
| Трек | Название                   |
| ---- | -------------------------- |
| 1    | Отряд                      |
| 2    | Такой день                 |
| 3    | Жить всегда                |
| 4    | В открытый рот             |
| 5    | Дерьмо                     |
| 6    | Один из вас                |
| 7    | Друг и драг                |
| 8    | Сердце и печень            |
| 9    | Ненормальный               |
| 10   | Любовью                    |
| 11   | Такая ночь                 |
| 12   | Житель маленького Ада      |
| 13   | В дверь стучат             |
| 14   | Форма                      |
| 15   | Дыра                       |
| 16   | Под огнём                  |
| 17   | Содомия                    |
| 18   | Вампиры                    |
| 19   | Готика                     |
| 20   | Завтра                     |
| 21   | Опасность                  |
| 22   | Спокойной ночи             |
| 23   | Барон и за рекой           |
| 24   | Но Пасаран!                |
| 25   | Гитлер                     |
| 26   | Космобомбы                 |
| 27   | Командир                   |
| 28   | Последний подвиг Евы Браун |
| 29   | Никто не выжил             |
| 30   | Порвали мечту              |

### Технический персонал DVD
- Звукорежиссёр — Илья Заиченко;
- Свет — Александр Таушканов;
- Техник ударных инструментов — Дмитрий Архипов;
- Гитарный техник — Исмаил Салихов;
- Организатор концерта — Игорь Черномор;
- Съёмка и монтаж — телекомпания «Невский Экспресс» NEVEX.TV;
- Авторинг DVD — Андрей Каплев.
- Живой концерт был записан 15 мая 2011 в Санкт-Петербурге в клубе «Зал ожидания» в рамках тура «Прекрасное жестоко».

## Состав
- Глеб Самойлов — вокал, гитара, бас, клавишные;
- Дмитрий «Snake» Хакимов — ударные;
- Константин Бекрев — клавишные, программирование, бас-гитара, вокал;
- Валерий Аркадин — гитара.

### Приглашённые музыканты
- Алексей Никонов — вокал «Делайте бомбы» (Музыка и слова Глеб Самойлов и Алексей Никонов).

## Технический персонал
- Записано и сведено на студий «Dreamport».
- Звукорежиссёр — Максим Самосват;
- Pro-tools — Владимир Насонов;
- Мастеринг — Андрей Субботин;
- Дизайн — Евгений Непряхин;
- Фото — Светлана Забелина;
- Обработка фото — Яна Чернецова.
- В дизайне использованы картины Алексея Беляева-Гинтовта: «Все сжечь», «Севастополь Русский город» и «Наш сапог свят».
- Автор всех песен в альбоме — Глеб Самойлов, кроме трека «Делайте бомбы» (Музыка и слова Глеб Самойлов и Алексей Никонов).

## Дополнительная информация
- Песня «Космобомбы» является переаранжированным вариантом песни «Космос (Падает на нас)» с неизданного сольного альбома Глеба Самойлова «Сви100пляска». В новой версии куплеты исполнил Константин Бекрев[8].
- Весной 2011 года в сети писали что на песню «Опасность» будет снят клип, а в съемках примет участие Анастасия Волочкова, идея принадлежала Екатерине Гордон[26]. Эта информация была подтверждена группой[27]. Однако позднее было объявлено, что «клипа с Волочковой не будет»[28].
- «Космобомбы» и «Мы под огнём» были перезаписаны в новых акустических аранжировках с участием перкуссии, струнных и духовых инструментов для акустического альбома Light.
- В альбоме Light и в лимитированном издании альбома «Треш» на DVD песня «Мы под огнём» имеет укороченное название «Под огнём».

## Критика
Многие критики рассматривали «Треш» как продолжение «Прекрасного жестоко».
Мнения о втором альбоме, как и о первом, разошлись от «музыка по сравнению с „Прекрасное Жестоко“ очень часто просто банальна, песни, что называется, „не цепляют“…» и до «по звучанию легко сопоставимы с лучшими западными образцами», о текстах — от «недаром и название такое у альбома, да и одноимённый трек можно принять как некое признание в том, что „да, мол, не фонтан“. Припев-рефрен „мудацкий фильм — ужастик, мудацкий фильм — порнуха“ можно принять и просто за краткий пересказ основных песен с альбома. Тематика лирики варьируется от педофилии и гомосексуализма до, кажется, просто абсурдного набора слов» до «очень разноплановая и глубокая работа» и «одна из самых интересных и неоднозначных пластинок в отечественной рок-музыке».